# Сизоворонки
Сизоворонки, или ракши (лат. Coracias), — род птиц семейства сизоворонковых (Coraciidae).
На территории России обитает обыкновенная сизоворонка — перелётная птица, зимующая в Африке.

## Виды
Международный союз орнитологов выделяет 9 видов:
| Изображение | Русское название           | Научное название      | Распространение                     |
| ----------- | -------------------------- | --------------------- | ----------------------------------- |
|             | Рыжешапочная сизоворонка   | Coracias naevius      | Центральная и южная Африка          |
|             | Бенгальская сизоворонка    | Coracias benghalensis | От Передней Азии до Китая           |
|             | Индокитайская сизоворонка  | Coracias affinis      | Юго-Восточная Азия                  |
|             | Сулавесская сизоворонка    | Coracias temminckii   | Сулавеси                            |
|             | Ракетохвостая сизоворонка  | Coracias spatulatus   | Южная Африка                        |
|             | Сиреневогрудая сизоворонка | Coracias caudatus     | Южная и центральная Африка          |
|             | Абиссинская сизоворонка    | Coracias abyssinicus  | Африка южнее Сахары (Сахель)        |
|             | Обыкновенная сизоворонка   | Coracias garrulus     | Центральная Азия и Восточная Европа |
|             | Синебрюхая сизоворонка     | Coracias cyanogaster  | Центральная Африка                  |